# Triaenops afer
Triaenops afer är en fladdermus i familjen rundbladnäsor som förekommer i Afrika. Tillhörande populationer listades tidigare som synonym eller underart till Triaenops persicus och sedan 2009 godkänns de som art.
Enligt studien som godkände Triaenops afer som art grundar sig den nya taxonomin främst på genetiska skillnader mellan afrikanska (fastlandet) och västasiatiska medlemmar av släktet Triaenops. Dessutom är storleksvariationen hos Triaenops afer mindre än hos Triaenops persicus.

## Utseende
Denna fladdermus blir med svans 82 till 108 mm lång och svanslängden är 25 till 38 mm. Triaenops afer har 49 till 60 mm långa underarmar, en vingspann av 305 till 336 mm, 8 till 12 mm långa bakfötter och 10 till 16 mm långa öron.
Liksom hos andra rundbladnäsor har hudflikarna på näsan en rund grundform. Ovanför denna grundform finns tre smala hudflikar som tillsammans liknar en treudd i utseende. För pälsen på ovansidan finns beroende på årstid två färgvarianter. Vid den gråbruna varianten bildas den mjuka och täta pälsen av 6 till 7 mm långa gråbruna hår med bruna spetsar. Samtidigt är undersidans päls ljusare gråbrun till beige. Vid den orange varianten är hela kroppen täckt av tydlig rödbrun päls med gul skugga. Utöver näsans hudflikar kännetecknas huvudet av ganska små trattformiga öron som står långt ifrån varandra. Artens ögon är likaså små.
Triaenops afer har en mörkbrun flygmembran och vingarna är lite genomskinliga. Denna fladdermus är den enda arten från släktet Triaenops som förekommer på det afrikanska fastlandet. Andra släktmedlemmar hittas bland annat på Madagaskar och Seychellerna. Däremot finns andra fladdermöss i utbredningsområdet med treuddliknande hudflikar på näsan. Hos Asellia patrizii och Asellia tridens är treuddens spetsar inte smala utan trekantiga. Cloeotis percivali är med upp till 36 mm långa underarmar betydlig mindre.

## Utbredning
Triaenops afer har flera från varandra skilda populationer i östra Afrika. Den kan hittas från Djibouti i norr till Moçambique och Zimbabwe i syd. Dessutom finns en västlig population vid Atlanten från södra Gabon till norra Angola. Arten lever i låglandet och höglandet. Denna fladdermus håller sig oftast nära galleriskogar. Den vistas även i närheten av andra trädansamlingar och i savanner. Stora kolonier registrerades kring skogar som ligger nära havet.

## Ekologi
Individerna vilar i träd, i buskar eller i grottor samt i liknande gömställen som övergivna gruvor. Vid sovplatsen bildas antingen flockar eller stora kolonier med flera hundra eller tusen medlemmar. Triaenops afer börjar jakten efter insekter under skymningen eller kort efteråt. Vid en studie från 1940-talet hittades främst rester av fjärilar i magsäcken. Fladdermusen hittar sina byten med hjälp av ekolokalisering. Några upphittade honor var dräktiga med en unge.

## Status
Triaenops afer kan lokalt påverkas av störningar i grottorna eller när gruvdrift åter påbörjas. IUCN listar arten som livskraftig (LC).